# 東芝デジタルソリューションズ
東芝デジタルソリューションズ株式会社（とうしばデジタルソリューションズ）は、神奈川県川崎市幸区に本社を置く東芝グループのシステムインテグレーター（メーカー系）である。

## 概要
2003年10月1日、株式会社東芝のITソリューション部門だった社内カンパニー・e-ソリューション社とグループ会社の東芝ITソリューション株式会社を統合し、子会社として設立した。2017年7月1日、東芝のインダストリアルICTソリューション社を統合した。
4つのソリューション領域（業種ソリューション、業務ソリューション、プラットフォームソリューション、エンベデッドソリューション）を掲げ、多業種、多ソリューションをコンサルティングから設計、導入、保守、運用まで幅広く手掛けている。

## 沿革
- 2003年10月 - 株式会社東芝 e-ソリューション社と東芝ITソリューション株式会社を統合し、東芝ソリューション株式会社を設立。
- 2005年7月 - 府中エンジニアリングセンターでISO14001環境マネジメントシステム認証を取得。
- 2006年3月 - ISMS認証資格取得。
- 2007年4月 - 府中ソリューションセンターでISO14001環境マネジメントシステム認証を取得。
- 2009年10月 - 100％出資子会社の株式会社タイネット、東芝ソリューション・ビジネスアソシエイツ株式会社、東芝プロセスソフトウェア株式会社を吸収合併。
- 2017年7月 - 東芝のインダストリアルICTソリューション社を会社分割により承継、東芝デジタルソリューションズ株式会社に商号変更。
- 2021年5月 - 四国計測工業と共同で電力業界・装置産業向けEAM（設備資産管理）ソリューションのテンプレート開発を開始。

## 事業所
- 本社 - 神奈川県川崎市幸区堀川町72番地34  ラゾーナ川崎東芝ビル
- 支社
  - 北海道支社 - 北海道札幌市西区琴似4条2丁目1番2号  コルテナ2
  - 東北支社 - 宮城県仙台市青葉区国分町二丁目2番2号  東芝仙台ビル3階
  - 中部支社 - 愛知県名古屋市西区名西二丁目33番10号  東芝名古屋ビル3・4階
  - 関西支社 - 大阪府大阪市北区大淀中一丁目1番30号  梅田スカイビルタワーウエスト33階
  - 中国・四国支社 - 広島県広島市中区鉄砲町7番18号  東芝フコク生命ビル6階
  - 九州支社 - 福岡県福岡市中央区長浜二丁目4番1号  東芝福岡ビル9階
- 支店
  - 北陸支店 - 富山県富山市神通本町一丁目1番19号  いちご富山駅西ビル
  - 四国支店 - 香川県高松市寿町二丁目2番7号  いちご高松ビル8階
  - 長野支店 - 長野県長野市大字栗田1005番地  大成コートワンビル5階
  - 新潟支店 - 新潟県新潟市中央区万代三丁目1番1号  新潟日報メディアシップ
- センター
  - ソリューションセンター - 東京都府中市片町3番地の22
  - ICTインフラサービスセンター - 東京都府中市武蔵台一丁目1番地の15
- 海外
  - シリコンバレーオフィス - 2610 Orchard Parkway, San Jose, CA 95134, U.S.A.

## 事業内容
業種ソリューション
- 製造ソリューション
- 半導体・液晶ソリューション
- 流通・物流
- 金融・証券・保険
- 放送・報道・サービスプロバイダ
- 中央官庁・自治体・公益法人

業務ソリューション
- ERP
- ポータルサイト
- ビジネスプロセス管理
- CRM
- ビジネスインテリジェンス
- 電子商取引
- CPC/PLM
- 組込システム
- 特許システム
- 翻訳システム
- 人事給与システム
- グループウェア
- 監視システム

プラットフォームソリューション
- サーバ
- ストレージ
- ネットワーク機器
- OCR
- 翻訳ソフト
- シンクライアント
- データベース

など

## 関連会社
- 東芝情報システム株式会社
- 東芝ITサービス株式会社
- 中部東芝エンジニアリング株式会社
- 東芝デジタルエンジニアリング株式会社
- イー・ビー・ソリューションズ株式会社
- 東芝ピーエム株式会社
- 東芝瀋陽情報システム社

## 脚註
1. ↑  2001年10月1日に株式会社東芝 e-ソリューション社東京システムセンター、東芝エンジニアリング株式会社、東芝アドバンストシステム株式会社、東芝システム開発株式会社の1部門3社を統合し設立。（株式会社東芝のプレスリリース）